# Simulium escomeli
Simulium escomeli är en tvåvingeart som beskrevs av Émile Roubaud 1909. 
Simulium escomeli ingår i släktet Simulium och familjen knott. Inga underarter finns listade i Catalogue of Life.